# Kruk (zespół muzyczny)
Kruk – polski zespół muzyczny założony w 2001 roku, wykonujący muzykę z gatunku hard rock.

## Historia

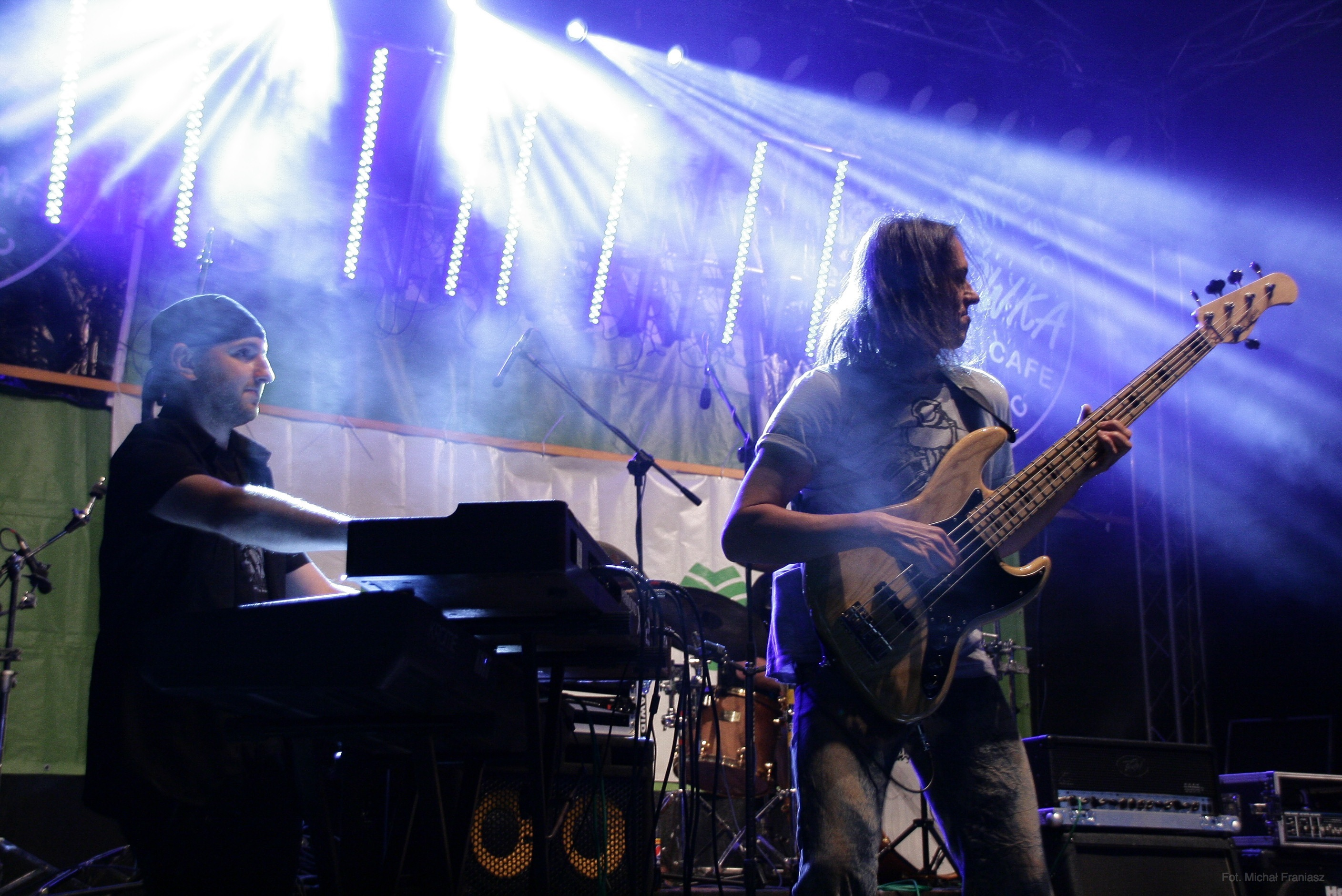
Krzysztof Nowak (gitara basowa) i Michał Kuryś (instrumenty klawiszowe)

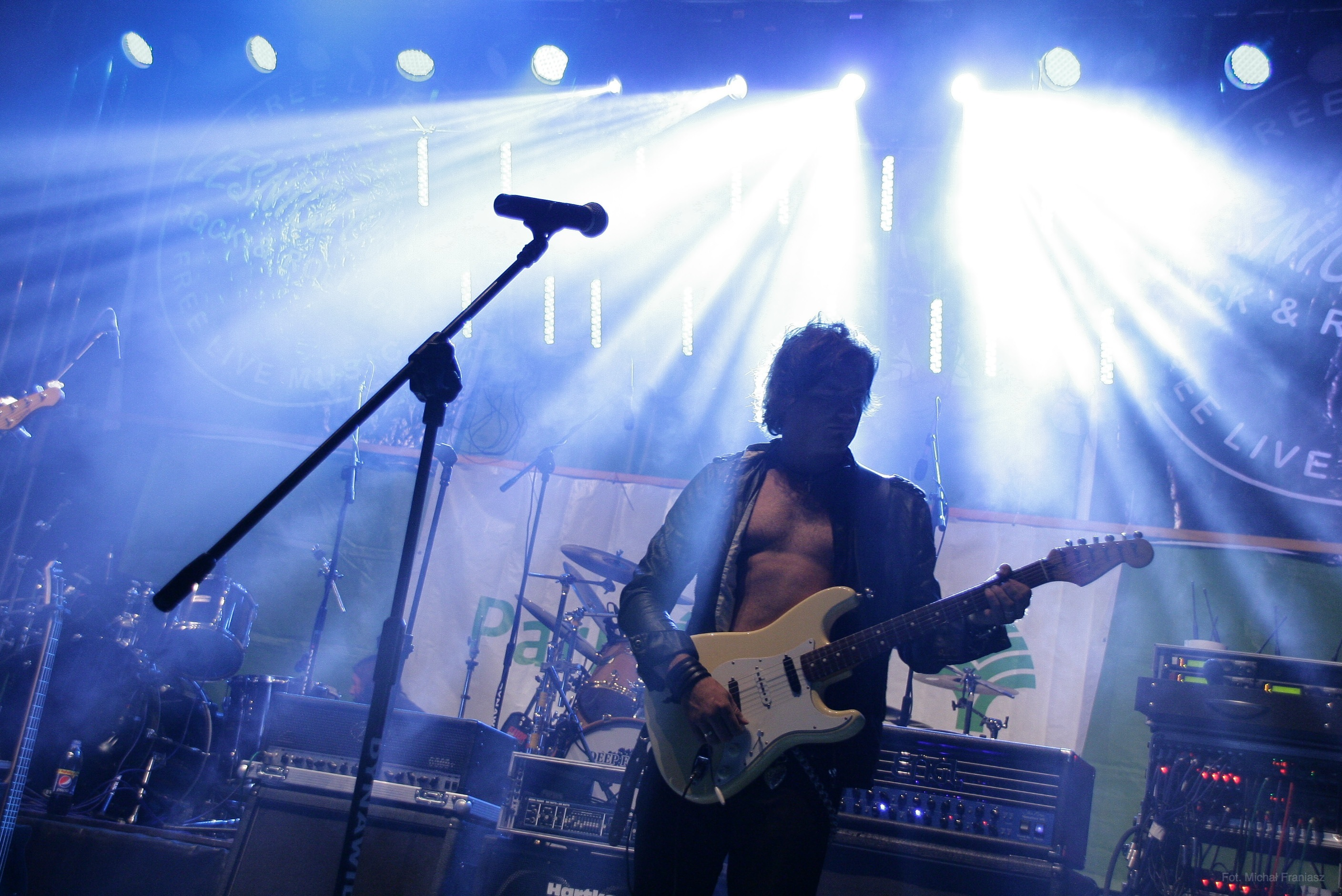
Piotr Brzychcy (gitara elektryczna)

Zespół Kruk powstaje  w 2001 roku. Wspólne upodobanie muzyków do twórczości takich grup jak Deep Purple, Led Zeppelin, Black Sabbath czy też Uriah Heep sprawia, że charakter Kruka formuje się w klasyczno rockowych ramach.
W roku 2006 Kruk nagrywa płytę „Memories” z udziałem Grzegorza Kupczyka (wokalisty Ceti & Turbo), która jest zbiorem coverów z repertuaru wspomnianych wyżej wykonawców.
W kolejnym okresie swojej działalności Kruk podąża śladami wspomnianych inspiracji i poszukuje ich we współczesnej muzyce rockowej, wypracowując własny charakter, który zauważony jest przez media po wydaniu debiutanckiej płyty ”Before He’ll Kill You” w 2009 roku. Album zyskuje status ”płyty miesiąca” w magazynie Metal Hammer, natomiast trasa ”Spring Blizzard Tour 2009” promująca ten album, cieszy się dużym zainteresowaniem wśród fanów muzyki rockowej.
Rok 2011 to przede wszystkim kolejny album zespołu, zatytułowany ”It Will Not Come Back”. Gościnnie na płycie pojawiają się Doogie White (ex.Rainbow, Yngwie Malmsteen, Tank) oraz Piotr Kupicha z zespołu Feel. Album dostępny jest w sprzedaży wraz z bonusowym krążkiem DVD, na którym zawarto 100 minutowy koncert zespołu. Album pod patronatem Programu Pierwszego Polskiego Radia szybko zyskuje zwolenników. Napływają liczne pozytywne recenzje z kraju i ze świata. W międzyczasie Kruk wyrusza w trasę koncertową ”It Will Not Come Back Tour”.
Zespół bierze udział w promocji filmu ”Chopin’s Story By Ian Gillan From Deep Purple” i wyrusza z akustycznym repertuarem w jesienną mini trasę u boku amerykańskiej damy bluesa Debbie Davies. W połowie 2012 roku ruszają prace zespołu nad kolejnym albumem w studiu Mama Music. Produkcją zajmują się Marcin Kindla i Michał Kuczera znani ze współpracy z czołówką artystów polskiego show biznesu. Premiera albumu odbywa się na 12 listopada 2012 roku. Gościnnie na płycie można usłyszeć Marcina 'Aumana' Rdesta, znanego z grupy Frontside i Marcina Kindlę. Album ponownie staje się „płytą miesiąca” w magazynie Metal Hammer, a napływające z kraju i ze świata recenzje są bardzo dobre.Pierwsza połowa roku 2013 to przede wszystkim czas koncertów. Kruk pojawia się m.in. podczas Cover Festivalu, grając utwory zespołów Deep Purple i Led Zeppelin.
Przełom lipca i sierpnia 2013 roku to bardzo ważny okres w historii zespołu. 30 lipca ponownie ma on możliwość zagrania u boku grupy Deep Purple w szczelnie wypełnionej wrocławskiej Hali Stulecia. Natomiast 3 sierpnia ponownie pojawia się już na 7. edycji Festiwalu Legend Rocka w Dolinie Charlotty otwierając koncert Carlosa Santany. Podczas występu zespołu sam mistrz Carlos Santana przeszedł przez cały amfiteatr do zespołu na scenę, kierując przy tym do Piotra słowa ‘Jesteś niesamowitym gitarzystą. Musiałem zejść i Cię zobaczyć.’ Pracujący z nim od 10 lat ochroniarze nie pamiętają, by kiedykolwiek zachowywał się w ten sposób. Również po swoim koncercie Carlos Santana odwiedza garderobę Kruka by pogratulować muzykom i podpisać Piotrowi gitarę.Kruk ma na swoim koncie wspólne występy z takimi gigantami rocka jak: Whitesnake, UFO, Thin Lizzy, Uriah Heep, Eric Burton, Artur Brown, Paul Rodgers, Alcatrazz, Saxon Oliver/Dowson. Jednak największym osiągnięciem w kwestii scenicznych wojaży zespołu są dwa wspólne koncerty u boku grupy Deep Purple, a także koncert przed Carlosem Santaną.

## Muzycy
| Obecny skład zespołu - Piotr Brzychcy – gitara - Roman Kańtoch– wokal - Michał Kuryś – instrumenty klawiszowe - Krzysztof Nowak – gitara basowa - Mariusz Prętkiewicz – perkusja | Byli członkowie zespołu - Dariusz Nawara – perkusja - Tomasz Wiśniewski – wokal - Agnieszka Kot – wokal - Krzysztof Walczyk – klawisze - Przemek Skrzypiec – gitara basowa - Michał „Michael” Wieczorek – gitara basowa - Piotr Wierzba – gitara basowa - Marcin Korzekwa – perkusja - Piotr Kowalski – perkusja |

## Dyskografia
Albumy
| Tytuł                            | Dane dot. albumu                                                                         |
| -------------------------------- | ---------------------------------------------------------------------------------------- |
| Memories (oraz Grzegorz Kupczyk) | - Data: 15 maja 2006 - Wydawca: Metal Mind Productions - Format: CD                      |
| Before He’ll Kill You            | - Data: 23 lutego 2009 - Wydawca: Insanity Records - Format: CD, digital download        |
| It Will Not Come Back            | - Data: 6 czerwca 2011 - Wydawca: Metal Mind Productions - Format: CD, digital download  |
| BE3                              | - Data: 12 listopada 2012 - Wydawca: Metal Mind Productions - Format: CD                 |
| Be4ore                           | - Data: 9 września 2014 - Wydawca: Metal Mind Productions - Format: CD, digital download |

Notowane utwory
| Tytuł                       | Rok  | Pozycja na liście | Album  |
| Tytuł                       | Rok  | PRO               | Album  |
| --------------------------- | ---- | ----------------- | ------ |
| "Last Second"               | 2014 | 26                | Be4ore |
| „—” utwór nie był notowany. |      |                   |        |